# Stopień turbiny
Stopień turbiny osiowej – część turbiny w której skład wchodzą nieruchome tarcze łopatek kierowniczych oraz osadzony na wale wieniec łopatek wirnikowych. Turbiny występujące w energetyce budowane są zazwyczaj jako wielostopniowe o stopniach umieszczonych wzdłuż osi obrotu wirnika. Zadaniem kierownicy jest odpowiednie skierowanie strugi czynnika na wieniec wirnikowy wykonujący pracę oraz zwiększenie prędkości czynnika poprzez jego częściowe rozprężenie.

## Rodzaje stopni
W zależności od miejsca rozprężania czynnika (spadku entalpii) wyróżniamy stopnie:
- akcyjne, gdzie zachodzi ono głównie w łopatkach kierowniczych
- reakcyjne, gdzie czynnik rozpręża zarówno w łopatkach kierowniczych, jak i wirnikowych

## Literatura
- Laudyn D., Elektrownie, Wydawnictwo Naukowo - Techniczne, Warszawa 2000.
- Perycz S., Turbiny parowe i gazowe, Wydawnictwo Polskiej Akademii Nauk, Wrocław, Warszawa, Kraków 1992.
- Miller A., Teoria maszyn wirnikowych, Wydawnictwa Politechniki Warszawskiej, Warszawa 1982.